# Mesosemia metope
Espèce
Mesosemia metope est une espèce d'insectes lépidoptères (papillons) appartenant à la famille des Riodinidae et au genre Mesosemia.

## Dénomination
Mesosemia metope a été décrit par William Chapman Hewitson en 1859

### Sous-espèces
- Mesosemia metope metope
- Mesosemia metope pruinosa Stichel, 1910
- Mesosemia metope ungulata Stichel, 1915[1].

## Écologie et distribution
Mesosemia metope est présent en Guyane, Guyana, au Brésil et au Pérou.